# Lars Nootbaar
Lars Nootbaar (El Segundo, California, 8 de septiembre de 1997) es un jugador profesional estadounidense de béisbol que se desempeña en la posición de jardinero central en St. Louis Cardinals, equipo de las Grandes Ligas de Béisbol (MLB).

## Carrera
Fue seleccionado en la octava ronda en el Draft de la MLB de 2018. En 2021 hizo su debut profesional con el equipo St. Louis Cardinals, donde lleva jugando tres temporadas.

### Selección nacional
Al ser hijo de una mujer de nacionalidad japonesa, Nootbaar resultó elegible para integrar la selección de béisbol de Japón. Fue convocado por el combinado asiático para disputar el Clásico Mundial de Béisbol 2023, consagrándose campeón del torneo.